# Ipomoea flavopurpurea
Ipomoea flavopurpurea är en vindeväxtart som beskrevs av Ignatz Urban. Ipomoea flavopurpurea ingår i släktet praktvindor, och familjen vindeväxter. Inga underarter finns listade i Catalogue of Life.